# 시사 기획 인사이드 (울산방송)
《시사 기획 인사이드》는 울산방송의 텔레비전 프로그램이다. 울산 지역의 사건을 소재로 다루고 있다.

## 방송 회차

### 2008년
| 회차 | 방송일    | 부제                                             |
| ---- | --------- | ------------------------------------------------ |
| 1    | 5월 11일  | 기로에 선 임대아파트, 평창리비에르               |
| 1    | 5월 11일  | 옥동 목요장터, 그 해법은 있는가?                 |
| 2    | 5월 25일  | 긴급점검! 2008 울산, 아이들의 성을 말하다        |
| 3    | 6월 1일   | 기초 의회 의원 해외 연수 주민 감사 청구까지 가나 |
| 3    | 6월 1일   | 2008 한우 농가의 슬픈 자화상                     |
| 4    | 6월 8일   | 치솟는 기름값 울산이 멈추다                      |
| 4    | 6월 8일   | 들꽃학습원 보존과 개발의 갈림길에 서다           |
| 5    | 6월 15일  | 6.10 울산에 촛불이 모이다                        |
| 5    | 6월 15일  | 방과 후 학교 이대로 괜찮은가                     |
| 6    | 6월 22일  | 화물연대 파업 그 속사정을 들여다 보다            |
| 6    | 6월 22일  | 울산 외고부지 선정 무엇이 문제인가               |
| 7    | 6월 29일  | 울산 재건축 현장 어디로 가나                     |
| 7    | 6월 29일  | 기초 의회 의원 해외연수 개선책 없나              |
| 8    | 7월 6일   | 반구대 암각화 물속에 둘건가                      |
| 8    | 7월 6일   | 부동산 시장 어디로 가나                          |
| 9    | 7월 13일  | 화학단지 가스 누출 예방 시스템 없나              |
| 9    | 7월 13일  | 택시는 달리고 싶다                               |
| 10   | 7월 20일  | 2008 청소년 아르바이트 현장보고서                |
| 10   | 7월 20일  | 우리 동네 작은 도서관                            |
| 11   | 7월 27일  | 뒤처진 관광 서비스                               |
| 11   | 7월 27일  | 혈액자원 시민의 힘으로 가능하다                  |
| 12   | 8월 31일  | 야생동물 1년 농사를 망치고 있다                  |
| 12   | 8월 31일  | 구영 체육공원 논란                               |
| 13   | 9월 7일   | 추석 물가 비상                                   |
| 13   | 9월 7일   | 침체된 분양 시장 돌파구는 있나                   |
| 14   | 9월 21일  | 울산 고속철 기대와 우려                          |
| 14   | 9월 21일  | 청년 취업을 말하다                               |
| 15   | 9월 28일  | 병영 장례식장 건립 반대 지역 이기주의인가        |
| 15   | 9월 28일  | 코스타항공 지역 항공 시대 열다                   |
| 16   | 10월 5일  | 울주군수 보궐선거                                |
| 16   | 10월 5일  | 공교육과 사교육                                  |
| 17   | 10월 12일 | 정년퇴직자 울산 고령화 이끈다                    |
| 17   | 10월 12일 | 학생들 학교를 떠나다                             |
| 18   | 10월 19일 | D-10 울주군수 보궐선거 정책선거되나              |
| 18   | 10월 19일 | 풍년 농사 그래도 근심만 싾인다                   |
| 19   | 11월 2일  | 주상복합 부동산 시장에 폭탄 되나                 |
| 19   | 11월 2일  | 교원성과급 논란                                  |
| 20   | 11월 9일  | 경기 불황 무너지는 자영업                        |
| 20   | 11월 9일  | 수도권 규제 완화 지역 정책 후퇴하나              |
| 21   | 11월 16일 | 다문화 가정                                      |
| 21   | 11월 16일 | 저소득층의 고단한 삶                             |
| 22   | 11월 23일 | 장애인 일할 권리를 달라                          |
| 22   | 11월 23일 | 2008 대학생의 어두운 자화상                      |
| 23   | 11월 30일 | 노인 대상 판매 사기                              |
| 23   | 11월 30일 | 2008 행정사무감사 무엇을 남겼나                  |
| 24   | 12월 7일  | 현대자동차 감산 돌입                             |
| 24   | 12월 7일  | 꿈나무를 후원하다                                |
| 25   | 12월 14일 | 부산 - 울산 고속도로 개통 광역화 시대 열다       |
| 25   | 12월 14일 | 이웃 사랑의 풍경                                 |
| 26   | 12월 21일 | 인사이드를 통해 본 2008 울산                     |

### 2009년
| 회차 | 방송일    | 부제                                       |
| ---- | --------- | ------------------------------------------ |
| 27   | 1월 4일   | 울산이 희망입니다                          |
| 28   | 1월 11일  | 코스타항공 날개 접나                       |
| 28   | 1월 11일  | 사라져가는 공중전화 우체통                 |
| 29   | 1월 18일  | 반구대 암각화 논란                         |
| 29   | 1월 18일  | 속타는 겨울 가뭄                           |
| 30   | 2월 1일   | 결혼 이민자의 현실과 다문화 정책           |
| 30   | 2월 1일   | 울산시립미술관은 언제                      |
| 31   | 2월 8일   | 심각한 동물 유기                           |
| 31   | 2월 8일   | 봉대산 화재 반복되는 산불을 잡아라         |
| 32   | 2월 15일  | 범죄 사각지대 편의점                       |
| 32   | 2월 15일  | 송정지구 택지 개발 어떻게 되고 있나        |
| 33   | 2월 22일  | 농수산물 유통시장 변화를 예고하다          |
| 33   | 2월 22일  | 황혼 로맨스 - 노인의 성                    |
| 34   | 3월 1일   | 십리대밭교 개통 도시를 바꿀 수 있나        |
| 34   | 3월 1일   | 당신을 노리는 기획부동산                   |
| 38   | 3월 15일  | 게임 중독 우리 아이가 위험하다             |
| 38   | 3월 15일  | 스크린 골프 왜 인기인가                    |
| 36   | 3월 22일  | 자영업자 경기에 울고 사기에 운다           |
| 36   | 3월 22일  | 울산시 연료 정책 고유황유 허용 논란        |
| 37   | 4월 5일   | 현대호랑이 축구단 이대로 둘 건가           |
| 37   | 4월 5일   | 현진 에버빌 중도금 납부 거부               |
| 38   | 4월 12일  | 울산 북구 국회의원 재선거 무엇이 쟁점인가  |
| 38   | 4월 12일  | 장애인 성폭력 이대로는 안된다              |
| 39   | 4월 19일  | 생활 속 석면 과연 안전한가                 |
| 39   | 4월 19일  | 온라인 학습 사이트 소비자만 피해보나       |
| 40   | 4월 26일  | 울산 북구 재선거 선택 기준은               |
| 40   | 4월 26일  | 철거 지역에는 무슨일이                     |
| 41   | 5월 3일   | 울산 진보정치 희망있나                     |
| 41   | 5월 3일   | 학교가 위험하다                            |
| 42   | 5월 10일  | 신종 플루 그 파장은                        |
| 42   | 5월 10일  | 5월에 부르는 이름 고향                     |
| 43   | 5월 17일  | 울산 청소 대행 무엇이 문제인가             |
| 44   | 5월 31일  | 중도금 납부 거부 입주자 단체 행동 왜       |
| 44   | 5월 31일  | 바다 생계를 건 사람들                      |
| 45   | 6월 14일  | 현대자동차 풀어야 할 과제는                |
| 45   | 6월 14일  | 친환경 약재 지원 사업                      |
| 46   | 6월 21일  | 대곡박물관 개관 그 의미는                  |
| 46   | 6월 21일  | 서서 일하는 노동자에게 의자를              |
| 47   | 7월 5일   | 기업형 돼지축사 설치 논란                  |
| 47   | 7월 5일   | 노인장기요양보험 시행 1년을 돌아보다       |
| 48   | 7월 19일  | 택시 유류 구매 카드제 무엇이 문제인가      |
| 48   | 7월 19일  | 원어민 강사 검증 시스템 없나               |
| 49   | 7월 26일  | 위기의 지역 언론                           |
| 49   | 7월 26일  | 지금 울산 분양 시장 그 실태는              |
| 50   | 8월 2일   | 기업형 돼지 축사 그 이후                   |
| 50   | 8월 2일   | 대학생 아르바이트                          |
| 51   | 8월 9일   | 지역 문화의 새 바람                        |
| 51   | 8월 9일   | 2009 실종된 여름                           |
| 52   | 8월 16일  | SSM 그 현실을 돌아보다                     |
| 52   | 8월 16일  | 벼 과수 농가의 여름                        |
| 53   | 8월 23일  | 신정동 문수로 2차 아이파크 공사 중단 그 후 |
| 53   | 8월 23일  | 장애인 활동 보조 서비스                    |
| 54   | 8월 30일  | 신종플루 그 향방은                         |
| 55   | 9월 20일  | 휴대 전자기기 사용 금지 조례가 최선인가    |
| 55   | 9월 20일  | 신종플루 - 발목 잡힌 지역 축제             |
| 56   | 9월 27일  | 외국인 집단 거주 어떻게 풀어가나           |
| 56   | 9월 27일  | 가을을 닮은 풍경 5일장을 가다              |
| 57   | 10월 11일 | 학교 무상 급식 울산의 현주소               |
| 57   | 10월 11일 | 정체된 아파트 분양 시장 어디로 가나        |
| 58   | 10월 18일 | 알코올 중독 위험한 음주                    |
| 58   | 10월 18일 | 울산의 처용무 세계 무형 문화 유산되다      |
| 59   | 10월 25일 | 아동 성폭력                                |
| 59   | 10월 25일 | 동문 굿모닝힐 나홀로 아파트되나            |
| 60   | 11월 1일  | 예인선 파업 사태 위태로운 격화 일로        |
| 60   | 11월 1일  | 메세나 - 기업과 예술이 만나는 장           |
| 61   | 11월 8일  | 신종플루 대유행 지역사회 초비상            |
| 62   | 11월 15일 | 청년 인턴 그 실효성은                      |
| 63   | 11월 22일 | 아파트 분양시장 거품 가라앉나              |
| 64   | 11월 29일 | 한부모가정 실태                            |
| 65   | 12월 13일 | 노조 전임자 임금 지급 금지 논란            |
| 66   | 12월 20일 | 일자리를 찾는 사람들                       |
| 67   | 12월 27일 | 연말 특집 - 2009 총결산                    |

### 2010년
| 회차 | 방송일    | 부제                                                   |
| ---- | --------- | ------------------------------------------------------ |
| 68   | 1월 3일   | 반구대 암각화 보존 대책 더 이상 시간이 없다            |
| 69   | 1월 10일  | 예선노사 파업                                          |
| 70   | 1월 17일  | 6 · 2 지방선거 무엇이 바뀌나?                          |
| 71   | 1월 24일  | 미혼모                                                 |
| 72   | 2월 7일   | 동네 슈퍼 생존 전략은?                                 |
| 73   | 2월 21일  | 울산 해녀를 아시나요?                                  |
| 74   | 3월 7일   | 노인 요양 병원 믿을 수 있나?                           |
| 75   | 3월 14일  | 재개발 지역 - 치안 사각 지대                           |
| 76   | 3월 21일  | 울산과학기술대 개교 1년                                |
| 77   | 3월 28일  | 끝이 보이지 않는 청년 실업                             |
| 78   | 4월 4일   | 외솔 기념관 개관 - 진정한 한글 문화 도시로 나아가는 길 |
| 79   | 4월 11일  | 상조 서비스 문제는 무엇인가?                           |
| 80   | 4월 18일  | 장애인의 날 아름다운 동행                              |
| 81   | 4월 25일  | 여론조사 홍수 여론조사는 여론을 반영하는가             |
| 82   | 5월 9일   | 가족의 또 다른 이름 입양 가족                          |
| 83   | 5월 23일  | 교육감 선거 공약과 쟁점                                |
| 84   | 5월 30일  | 선거를 디자인하는 사람들                               |
| 85   | 6월 6일   | 6 · 2지방선거 우리에게 남긴 과제는                     |
| 86   | 7월 4일   | 민선2기 신임 교육감에 바란다                           |
| 87   | 7월 11일  | 진보정치 1번지 울산 북구의 과제는                      |
| 88   | 7월 25일  | 새로운 문화열풍 옛길 찾기                              |
| 89   | 8월 1일   | 노인을 돈으로 보는 세상                                |
| 90   | 8월 8일   | 반구대암각화, 논란과 훼손                              |
| 91   | 8월 15일  | 급식아줌마들이 길거리로 나온 이유는                    |
| 92   | 8월 22일  | 대왕암공원 - 명승지정을 둘러싼 논란                    |
| 93   | 8월 29일  | 표류하는 울산 재개발 현장                              |
| 94   | 9월 5일   | 약사제방 - 공원화냐 사적지정이냐                       |
| 95   | 9월 12일  | 미국계 할인점 코스트코 울산 상륙 찬반 공방             |
| 96   | 9월 19일  | 추석 - 장바구니 물가 비상                              |
| 97   | 10월 3일  | 급행버스 신설로 인한 택시업계 파업                     |
| 98   | 10월 10일 | 울산 - 여자축구의 메카를 꿈꾸다                        |
| 99   | 10월 17일 | 경부고속철 완전개통 - 기대와 우려                      |
| 100  | 10월 24일 | 울산외고 - 위험한 공사현장                             |
| 101  | 10월 31일 | 지역 상조회사 이대로 괜찮나                            |
| 102  | 11월 7일  | SSM - 동네슈퍼와의 공존은 가능한가                     |
| 103  | 11월 14일 | 세상을 바꾸는 작은손 - 자원봉사                        |
| 104  | 11월 21일 | KTX 울산역 개통                                        |
| 105  | 11월 28일 | 2010 행정사무감사                                      |
| 106  | 12월 5일  | 옹기마을 활성화 그 방안은                              |
| 107  | 12월 12일 | 도심 속으로 들어온 불법 도박게임장                     |

### 2011년
| 회차 | 방송일    | 부제                                      |
| ---- | --------- | ----------------------------------------- |
| 108  | 1월 2일   | 2011년 울산의 쟁점                        |
| 109  | 1월 9일   | 검단초 인근 폐차장 건립 논란              |
| 110  | 1월 16일  | 정년퇴직, 그 이후                         |
| 111  | 1월 23일  | 구제역 비상                               |
| 112  | 1월 30일  | 선거비용 부풀리기                         |
| 113  | 2월 13일  | 물가대란                                  |
| 114  | 2월 20일  | 전세대란                                  |
| 115  | 2월 27일  | 청년취업                                  |
| 116  | 3월 6일   | 현대차 비정규직 사태                      |
| 117  | 3월 13일  | 여성노동자의 노동현실                     |
| 118  | 3월 20일  | 울산북구 무상급식, 첫 시험대에 오르다!    |
| 119  | 3월 27일  | 커피 문화 현상과 이슈                     |
| 120  | 4월 3일   | 4.27 재보선, 주요쟁점은?                  |
| 121  | 4월 10일  | 자전거도로 실태보고                       |
| 122  | 4월 17일  | 원전 불안감, 울산은 안전한가!             |
| 123  | 4월 24일  | 4.27 재보선 당신의 선택은?                |
| 124  | 5월 8일   | 달라지는 효 사상                          |
| 125  | 5월 15일  | 외국인집단거주, 어떻게 풀어가나?          |
| 126  | 5월 29일  | 해변이 사라진다!                          |
| 127  | 6월 12일  | 구제역 이후, 농민시름은 여전              |
| 128  | 6월 19일  | 도시에서 금을 캐다!                       |
| 129  | 6월 26일  | 버려진 건물, 쓰레기로 몸살                |
| 130  | 7월 3일   | 허술한 문화재관리                         |
| 131  | 7월 17일  | 야생동물에 의한 피해, 해법은 없나         |
| 132  | 7월 24일  | 지역주민을 위한 일자리 마을기업           |
| 133  | 7월 31일  | 휴가시즌, 산천은 울고 있다.               |
| 134  | 8월 7일   | 무분별한 개발, 그 후유증은?               |
| 135  | 8월 14일  | 울산대기환경, 악취와의 전쟁               |
| 136  | 8월 21일  | 울산~함양고속도로 구간변경, 주민반발      |
| 137  | 8월 28일  | 착한 음식점                               |
| 138  | 9월 4일   | 폭발사고 왜 잦나?                         |
| 139  | 9월 18일  | 철도교통의 변화                           |
| 140  | 10월 2일  | 고령화시대 일자리를 찾습니다              |
| 141  | 10월 9일  | 할인분양논란                              |
| 142  | 10월 16일 | 아! 가을                                  |
| 143  | 10월 23일 | 보이스피싱의 진화                         |
| 144  | 10월 30일 | 신용카드 수수료 인하요구                  |
| 145  | 11월 13일 | 유사석유 제조 및 판매, 어떻게 해야하나?   |
| 146  | 11월 20일 | 혁신도시 개발현장, 옹벽에 갇힌 마을       |
| 147  | 11월 27일 | 20대 울리는 다단계 취업                   |
| 148  | 12월 4일  | 폐쇄된 파출소, 활용방안은?                |
| 149  | 12월 11일 | 고유황유허용조례 통과, 의회갈등 해법 없나 |
| 150  | 12월 18일 | 화학공단 정전사태, 환경훼손의 책임은?     |
| 151  | 12월 25일 | 인사이드에서 바라본 2011년                |

### 2012년
| 회차 | 방송일   | 부제                               |
| ---- | -------- | ---------------------------------- |
| 152  | 1월 1일  | 2012년 새해, 울산에서는...         |
| 153  | 1월 8일  | 2012 부동산시장 전망               |
| 154  | 1월 15일 | 존폐위기에 놓은 축산농가           |
| 155  | 1월 22일 | 설날 선물                          |
| 156  | 2월 5일  | 산업기술박물관, 최적지는?          |
| 157  | 2월 12일 | 불법 광고물과 간판, 해법은 없는가? |
| 158  | 2월 19일 | 학교폭력, 상처 받은 아이들!        |
| 159  | 2월 26일 | 다문화 가정 학생들의 교육대책      |
| 160  | 3월 4일  | 사내하청 노동자, 8년만의 정규직    |
| 161  | 3월 11일 | 감정노동자 고객은 왕인가?          |
| 162  | 3월 18일 | 학교의 운명                        |
| 163  | 3월 25일 | 고리원전 사고, 한 달간의 은폐      |
| 164  | 4월 1일  | 4.11 총선, D-10                    |
| 165  | 4월 8일  | 4.11 총선, 한표의 희망             |
| 166  | 4월 15일 | 집값은 왜 떨어지지 않는가?         |
| 167  | 4월 22일 | 장애인 이동권                      |
| 168  | 4월 29일 | 불고기팜 조성계획 논란             |
| 169  | 5월 6일  | 외국인 혐오증 '제노포비아'         |